# لويزا إيلينا كونتريراس ماتيرا
لويزا إيلينا كونتريراس ماتيرا (1922 - 2006) كانت طيارة من فنزويلا. في 1 يوليو 1943 حصلت على رخصة طيارها من مدرسة ميغيل رودريغيز للطيران المدني. وأصبحت أول امرأة تكمل رحلة بمفردها في فنزويلا.